# Napalpí (localidad)
Napalpí es una localidad argentina situada en el centro de la provincia del Chaco, en el departamento Veinticinco de Mayo. Depende administrativamente del municipio de Machagai, de cuyo centro urbano dista unos 8 km.

## Toponimia
En qomlaqtaq o idioma de los qom napalpí es una palabra que significa cementerio.
Napalpí era también el nombre de la Colonia Aborigen Napalpí, que desde 1956 se denomina Colonia Aborigen Chaco (situada unos 11 km al sudoeste). La llamada Masacre de Napalpí se desarrolló cerca de esta reducción, no en la actual localidad de Napalpí.

## Vías de comunicación
La principal vía de comunicación es la ruta nacional 16, que la comunica al noroeste con Quitilipi y la provincia de Santiago del Estero, y al sudeste con Machagai y la provincia de Corrientes. Otra ruta que atraviesa la localidad es la provincial 51, que la comunica al norte con las rutas provinciales 44 y 10.
Cuenta con la estación Napalpí del Ferrocarril General Belgrano, por la cual sólo corren trenes de cargas.

## Población
Cuenta con 39 habitantes (Indec, 2010), lo que representa un descenso del 34 % frente a los 59 habitantes (Indec, 2001) del censo anterior.
| Gráfica de evolución demográfica de Napalpí entre 1991 y 2010 |
|                                                               |
| Fuente: Censos nacionales del INDEC                           |

## Imágenes

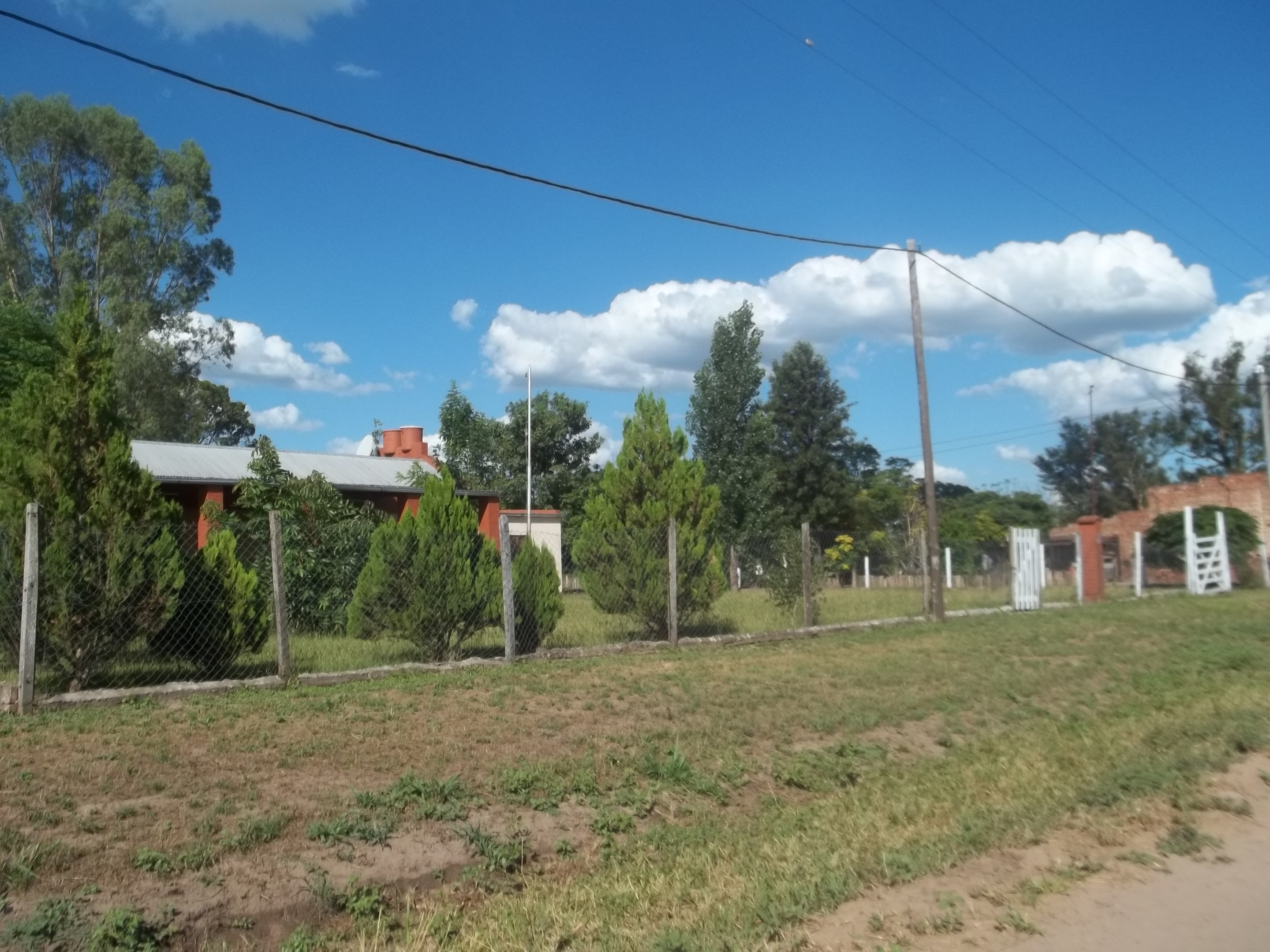
Escuela de Napalpí.
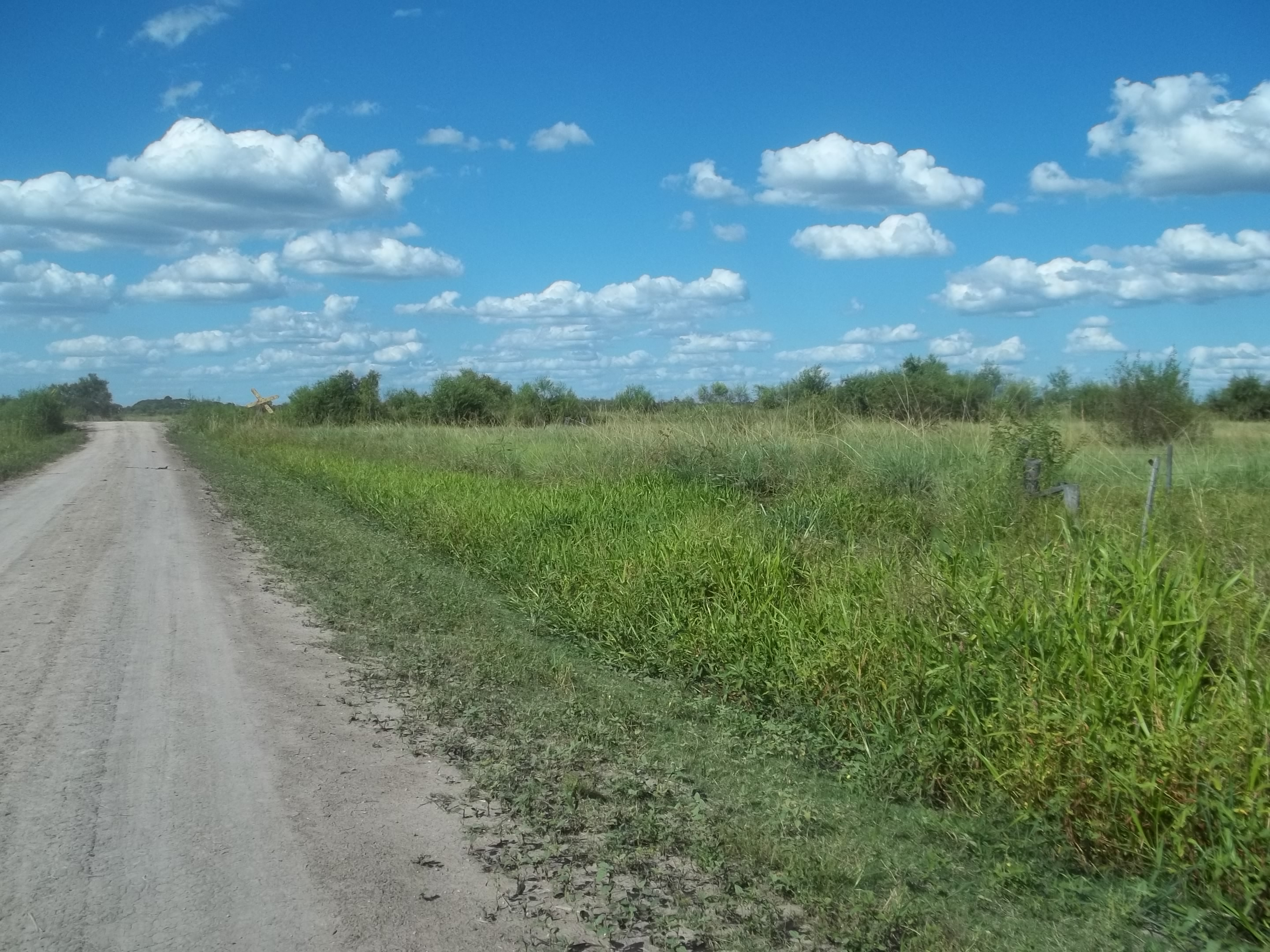
Paso a nivel en entrada a Napalpí.